# 南桂子
南 桂子（みなみ けいこ、Keiko Minami、1911年2月12日 - 2004年12月1日）は、富山県射水郡出身の版画家（銅版画）。夫は版画家の浜口陽三。本名は濱口 桂子（はまぐち けいこ）。
少女や鳥や樹木を題材とした詩的な作品で知られる。戦後日本を代表する銅版画家である。

## 経歴

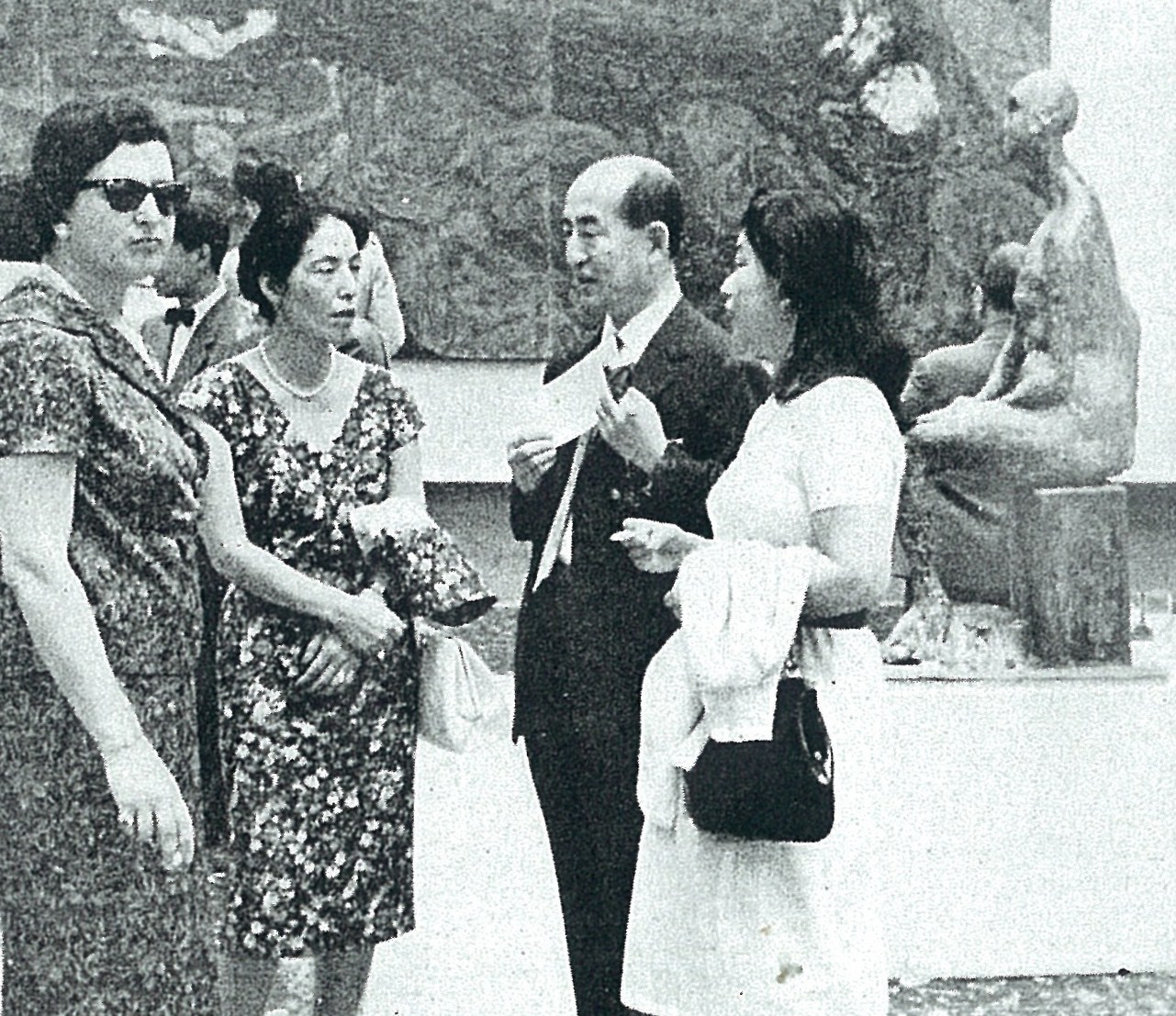
1960年の南桂子（右）と浜口陽三（中央）

祖母の節子は科学者の高峰譲吉の妹である。父親の南達吉は東京帝国大学法科大学（現東京大学法学部）を卒業して南家の家督を継いだ人物である。母親のきよは日本女子大学国文科で学んだ歌人である。
1911年（明治44年）2月12日、富山県射水郡下関村（現高岡市中川）の地主の家に生まれた（三女）。母親は南が幼いころに亡くなったため顔も知らず、継母に育てられたうえ、12歳の時には父親が急死した。こうして早くに両親を亡くしたことから、高岡市中川で親族によって育てられた。1924年（大正13年）に富山県立高岡高等女学校に入学し、1928年（昭和3年）に卒業した。富山では一度目の結婚を行って子供を儲けた。
太平洋戦争後の1945年（昭和20年）、34歳の時には長男とともに上京。佐多稲子の紹介で作家の壺井栄に童話を、洋画家の森芳雄に油絵を学んだ。現在、南の童話を収録した本が出版されている。1949年（昭和24年）には第13回自由美術展に油彩画「抒情詩」を出品し、森芳雄のアトリエで後に夫となる版画家の浜口陽三と出会った。1954年にフランス・パリに渡ると、フランスでは浜口と暮らした。40歳を過ぎてから銅版画の世界に入り、ジョニー・フリードランデル版画研究所でアクアチントを学んだ。1955年には自由美術家協会会員に推され、1956年には「風景」がフランス文部省に買い上げられた。
1957年にはニューヨーク近代美術館(MoMA)のクリスマスカードに「羊飼いの少女」が採用され、1958年にはユニセフによるグリーティングカードに「平和の木」が採用された。このグリーディングカードは200万枚以上が発行され、2度増刷されている。1964年にはユニセフの1966年版カレンダーに「子供と花束と犬」が採用された。1970年に出版された谷川俊太郎の詩集『うつむく青年』では、ペン画による挿絵や装画を手がけた。谷川は「銅のフェティシズム 南桂子さんに」という詩を詠んでいる。1968年には親交のあった朝吹登水子らが翻訳を担当した『世界文学全集 46 ボーヴォワール/デュラス』（講談社）で挿絵8点を手掛け、1969年に出版された福永武彦の『幼年 その他』（講談社）でも挿絵を手掛けている。
1961年から1981年まではパリの画廊と専属契約を交わしている。1982年には帝国ホテルの全客室に南の銅版画が飾られ、1992年に創刊した帝国ホテルの情報誌「IMPERIAL」では1号から13号まで連続して南の作品が表紙を飾った。2011年時点でも一部の客室には南の作品が飾られている。1981年にはパリからアメリカ合衆国のサンフランシスコに移り、1984年には日本版画協会名誉会員に推挙された。1996年に日本に帰国。1998年には浜口陽三の作品を常設展示する「ミュゼ浜口陽三・ヤマサコレクション」が開館し、南の作品の所蔵も行っている。2000年には夫の浜口陽三が死去。2004年、心筋梗塞により東京都内港区の病院で死去した。93歳。

## 展覧会

### 個展・二人展
- 1960年 日動画廊「南ケイ子展」
- 1961年 神奈川県立近代美術館「フリードランデル・浜口陽三・南桂子版画展」
- 1990年 高岡市美術館「南桂子展 銅版画にみるメルヘンの世界」
- 2001年 高岡市美術館「南桂子・宮脇愛子展」
- 2003年 練馬区立美術館「浜口陽三・南桂子 詩との出会い」
- 2005年 ミュゼ浜口陽三・ヤマサコレクション 南桂子追悼展「鳥と樹と少女 銅版詩の世界」
- 2011年-2012年 「生誕100年 南桂子展」 - 京都・高岡・吉祥寺・佐倉・館林を巡回

### その他
- 1957年 読売会館「第1回東京国際版画ビエンナーレ」1966年の第5回まで毎回出品している。
- 1957年 リュブリャナ近代美術館「第2回リュブリャナ国際版画ビエンナーレ」1959年の第3回、1965年の第6回にも出品している。
- 1959年 東京都美術館「第27回日本版画協会展」1964年の第32回、1965年の第33回、1966年の第34回、1982年の第50回にも出品している。
- 1961年 東京都美術館「第6回日本国際美術展」1963年の第7回、1965年の第8回、1967年の第9回にも出品している。
- 1961年 京都市美術館「現代日本版画展」
- 1964年 神奈川県立近代美術館「戦後の現代日本美術展」
- 1965年 東京国立近代美術館「在外日本作家展 ヨーロッパとアメリカ」
- 1966年 大阪中ノ島朝日ビル・文化ホール「明治から現代まで 版画100年展」
- 1967年 東京国立近代美術館「近代日本の版画」
- 1971年 神奈川県立近代美術館「戦後美術のクロニクル展」
- 1972年-1973年 京都国立近代美術館・東京国立近代美術館「ヨーロッパの日本作家」
- 1973年 栃木県立美術館「近代日本の版画展」
- 1974年 奈良県立美術館「近代日本の版画展」
- 1983年 セントルイス美術館など「変容するイメージ 20世紀の日本版画」
- 1985年 富山県立近代美術館「現代日本美術の展望グラフィックアート&デザイン展」
- 1985年 福島県立美術館「現代版画の軌跡展」
- 1988年 神奈川県立近代美術館「現代日本の版画1950-1980」
- 1992年 神奈川県立近代美術館「10人の銅版画家展」

## 所蔵

### 日本国内
- 国立国際美術館（大阪府大阪市）
- 高岡市美術館（富山県高岡市）
- 群馬県立館林美術館（群馬県館林市）
- 武蔵野市立吉祥寺美術館（東京都武蔵野市）
- ミュゼ浜口陽三・ヤマサコレクション（東京都中央区）

- このほかに、日本国内では愛知県美術館、大川美術館、大原美術館、青梅市立美術館、神奈川県立近代美術館、軽井沢現代美術館、京都国立近代美術館、黒部市美術館、群馬県立近代美術館、慶應義塾大学アート・センター、たばこと塩の博物館、千葉市美術館、帝国ホテル、東京国立近代美術館、栃木県立美術館、富山県立近代美術館、新潟県立近代美術館、兵庫県立美術館、町田市立国際版画美術館、宮崎県立美術館、山梨県立美術館、和歌山県立近代美術館などが南の作品を所蔵している。

### 日本国外
- フランス国立図書館（フランス・パリ）
- ニューヨーク近代美術館（アメリカ合衆国・ニューヨーク）
- ボストン美術館（アメリカ合衆国・ボストン）
- デュッセルドルフ美術館（英語版）（ドイツ・デュッセルドルフ）

- このほかに、日本国外ではヴィクトリア&アルバート博物館（イギリス）、テート・モダン（イギリス）、シンナシティ美術館（英語版）（アメリカ合衆国）、スペンサー美術館（英語版）（アメリカ合衆国）、ボストン公共図書館（アメリカ合衆国）、ポートランド美術館、ボルティモア美術館（英語版）（アメリカ合衆国）、レジオン・ド・ヌール美術館（英語版）（アメリカ合衆国）、ロサンゼルスカウンティ美術館（アメリカ合衆国）、ナショナル・ギャラリー・オブ・アート（アメリカ合衆国）、ハンス・ランゲ美術館（ドイツ）、パリ市（フランス）、フランス国民教育省（フランス）などが南の作品を所蔵している。

## 作品集
- 『限定版南桂子の世界　空・鳥・水…』美術出版社 1973年
- 『南桂子全版画作品集』中央公論美術出版 1997年
- 『ボヌール 南桂子作品集』リトルモア 2006
- 『船の旅: 詩と童話と銅版画 南桂子の世界』筑摩書房、2014年
- 『銅版画家 南桂子: メルヘンの小さな王国へ』平凡社(コロナ・ブックス)、2016年